# Przypólsko (województwo zachodniopomorskie)
Przypólsko – wieś w Polsce położona w województwie zachodniopomorskim, w powiecie goleniowskim, w gminie Osina.
W latach 1975–1998 miejscowość administracyjnie należała do województwa szczecińskiego.